# Rising Sun 〜後戻りはしないOne Way Road〜
『Rising Sun 〜後戻りはしないOne Way Road〜』（ライジングサン あともどりはしないワンウェイロード）は、2024年8月26日（25日深夜）から2025年3月17日（16日深夜）まで、ABCテレビで放送されていたドキュメンタリー番組である。　

## 概要
芸能事務所・LDH所属アーティストたちが今、グループとして新たな夢を目指し、不退転の覚悟で進む道（One Way Road）に焦点を当てるドキュメント。 
番組はABCテレビでの放送後、TVerおよびABEMAでの見逃し配信が行われた。また、FODでは放送より1週間早く先行独占配信がされた。

## 放送リスト
| 回                   | 放送日             | タイトル                                  | 主な出演者                |
| 第1弾：THE RAMPAGE   | 第1弾：THE RAMPAGE | 第1弾：THE RAMPAGE                        | 第1弾：THE RAMPAGE        |
| -------------------- | ------------------ | ----------------------------------------- | ------------------------- |
| 1                    | 2024年8月26日      | 16人の男たちとセンターの信念              | THE RAMPAGE全員・川村壱馬 |
| 2                    | 2024年9月2日       | “地獄の日々”と一筋の光                    | 陣・吉野北人              |
| 3                    | 2024年9月9日       | 1/3と1/13 それぞれの葛藤                  | RIKU・武知海青            |
| 4                    | 2024年9月16日      | 打ち砕かれたプライドと原点                | 山本彰吾・与那嶺瑠唯      |
| 5                    | 2024年9月23日      | 受け継ぐ魂、その苦悩と覚悟                | 岩谷翔吾・後藤拓磨        |
| 6                    | 2024年9月30日      | 九州からやってきた“ニコイチ”の戦い        | 浦川翔平・藤原樹          |
| 7                    | 2024年10月7日      | “音”でグループを支える男たち              | 龍・神谷健太              |
| 8                    | 2024年10月14日     | 仲間が導いてくれた未来                    | 長谷川慎・鈴木昂秀        |
| 9                    | 2024年10月21日     | 憧れ続けた兄の背中 辿り着いた夢のステージ | LIKIYA・THE RAMPAGE全員   |
| 10                   | 2024年11月11日     | 辿り着いた東京ドーム                      | THE RAMPAGE全員           |
| 第2弾：GENERATIONS   |                    |                                           |                           |
| 11                   | 2024年11月18日     | 6人の新たな出発と原点回帰                 | GENERATIONS全員           |
| 12                   | 2024年11月25日     | 母の教えと、リーダーとして見据える未来    | 白濱亜嵐                  |
| 13                   | 2024年12月2日      | もがき続けた息子、与え続けた母との絆      | 小森隼                    |
| 14                   | 2024年12月9日      | 後悔と恩返し 次世代に伝えたい想い         | 中務裕太                  |
| 15                   | 2024年12月16日     | ダンスが導いた奇跡の出会い                | 佐野玲於                  |
| 16                   | 2024年12月23日     | 別の道を歩む仲間、その先にある希望        | 片寄涼太                  |
| 17                   | 2025年1月13日      | 歌うこと その原動力とインスピレーション   | 数原龍友                  |
| 18                   | 2025年1月20日      | 新体制初ライブツアー 開幕前夜             | GENERATIONS全員           |
| 19                   | 2025年1月27日      | 新体制初ライブツアー完走 その先の未来…    | GENERATIONS全員           |
| 20                   | 2025年2月3日       | 「2.0」の先へ 進化する6人                 | GENERATIONS全員           |
| 第3弾：PSYCHIC FEVER |                    |                                           |                           |
| 21                   | 2025年2月10日      | アジアから世界へ 夢への第一歩             | PSYCHIC FEVER全員         |
| 22                   | 2025年2月17日      | 加速する世界進出 手に入れた自信           | PSYCHIC FEVER全員         |
| 23                   | 2025年2月24日      | 開かれた アメリカへの扉                   | PSYCHIC FEVER全員         |
| 24                   | 2025年3月3日       | 夢のアメリカ 緊張のツアー初日             | PSYCHIC FEVER全員         |
| 25                   | 2025年3月10日      | アメリカツアーで見つけた 7人の真価        | PSYCHIC FEVER全員         |
| 26                   | 2025年3月17日      | アメリカツアー完走 開かれた新たな扉       | PSYCHIC FEVER全員         |